# Potentilla alba
La cinquefoglia bianca (Potentilla alba L., 1753) è una piccola pianta erbacea dal portamento prostrato e dai fiori bianchi, appartenente alla  famiglia delle Rosacee.

## Etimologia
Il nome di questa pianta è nato grazie alle grandi virtù medicinali che le si attribuivano anticamente. Infatti il nome generico (Potentilla) deriva dal vocabolo latino potens (= potenti proprietà curative) o portentum (= prodigiose possibilità sprigionate dalla pianta) e dal diminutivo illa, quindi potenti proprietà curative in un piccolo fiore. L'epiteto specifico (alba) deriva ovviamente dal colore dei petali della pianta.
A classificare questa pianta è stato il biologo e naturalista svedese Carl von Linné (1707 – 1778); studio che è stato pubblicato nel 1753 nell'opera “Species Plantarum”.
I tedeschi chiamano questa pianta Silberkraut oppure Weißes Fingerkraut; i francesi la chiamano Potentille blanche; mentre gli inglesi la chiamano White Cinquefoil.

## Descrizione

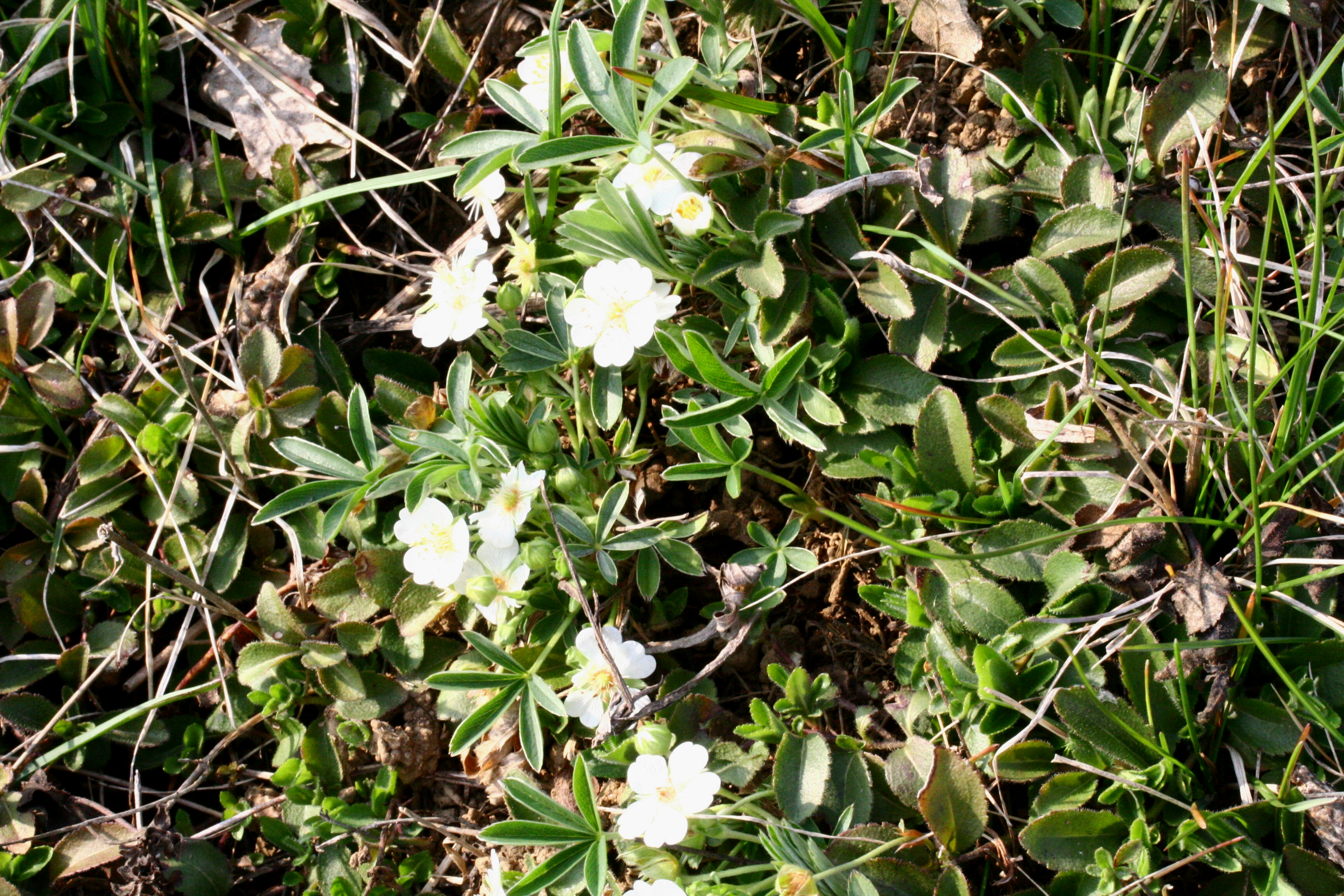
Il portamento
Località Corlonch, Trichiana (BL), quota 580 m s.l.m. - 5/4/2007

Il portamento di questa pianta è strisciante e prostrato; su tutta la pianta sono presenti dei peli sericei appressati. La forma biologica è emicriptofita rosulata (H ros), sono quindi piante a ciclo biologico continuo, con gemme svernanti al livello del suolo e protette dalla lettiera o dalla neve, e hanno le foglie disposte a formare una rosetta basale. In particolare il ciclo biologico della pianta è perenne; la sua altezza massima oscilla tra i 10 e 30 cm.

### Radici
Le radici sono di tipo secondario.

### Fusto
- Parte ipogea: la parte sotterranea del fusto è molto ramosa e legnosa.
- Parte epigea: questi fusti sono sdraiati (o striscianti) di tipo incurvato-ascendenti; in particolare quelli fioriferi sono vellutati e mediamente sono più brevi delle foglie.

### Foglie

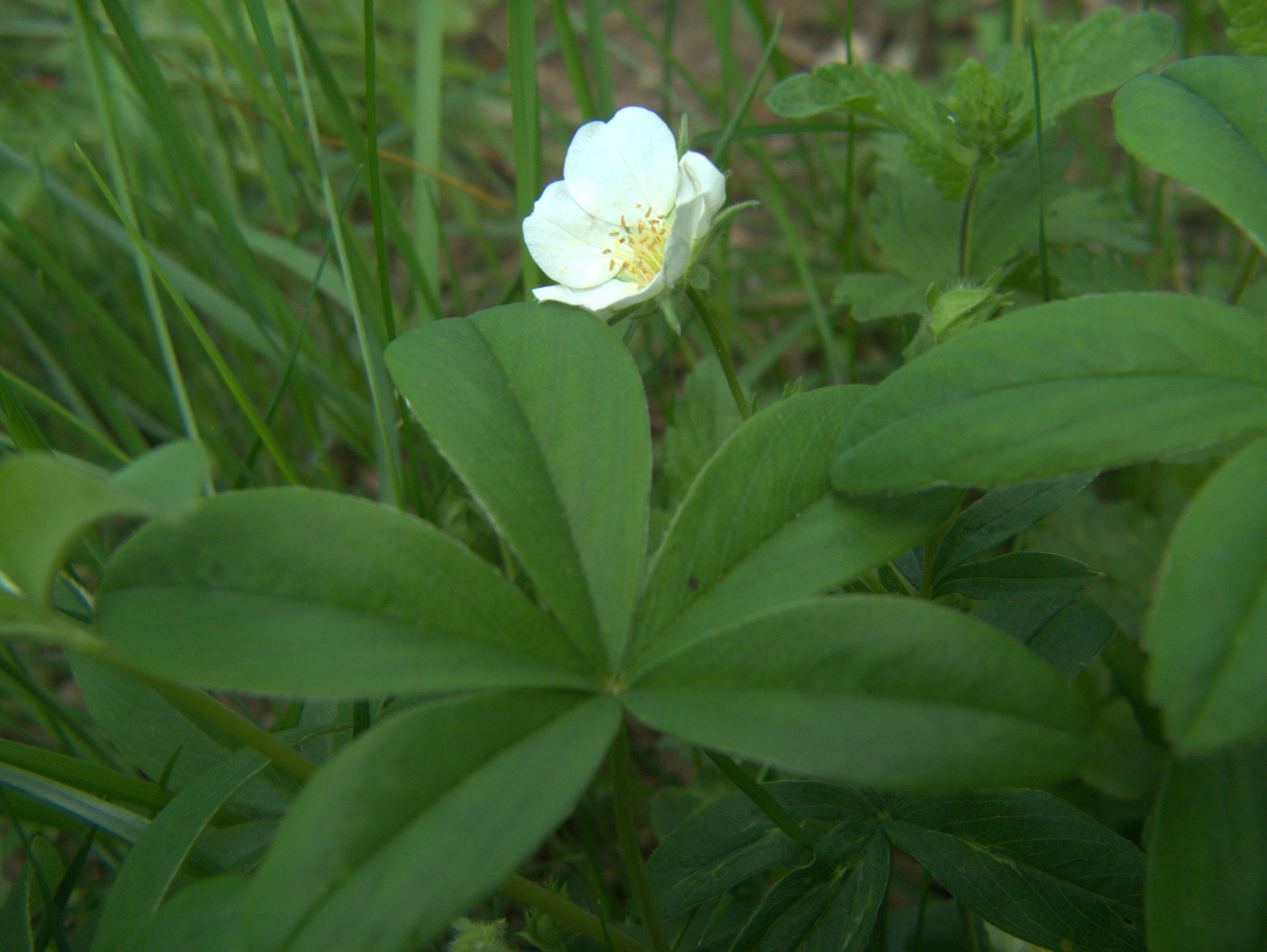
Le foglie

Tutte le foglie hanno un colore verde scuro sulla pagina superiore (e sono inoltre glabre), mentre sono bianco-argentate  (peli sericei) in quella inferiore.
- Foglie basali: le foglie sono profondamente pennate, divise in cinque (ma anche tre) distinti segmenti palmati (chiamati lobi o foglioline) e dentati più o meno all'apice del lobo (3 – 5 denti per lato); i segmenti hanno una consistenza molle e il loro bordo è piano, mentre la forma è oblanceolata. Le foglie hanno un  lungo picciolate irsuto con peli eretti, mentre la forma dei segmenti è bislungo – lanceolata.  Alla base delle foglie, adnate al picciolo, sono presenti delle stipole fogliacee di forma lineare - stretta. Dimensione del picciolo: 2 dm; dimensione delle stipole: 1 – 2 cm; dimensione dei segmenti (foglioline o lobi) : larghezza 1,5 – 2 cm, lunghezza 4 – 5 cm.
- Foglie cauline: le foglie del fusto sono progressivamente più piccole e sub - sessili, e in genere hanno tre lobi per foglia (a volte anche una sola).

### Infiorescenza
L'infiorescenza si compone di singoli fiori (raramente 2) su peduncoli che si originano all'ascella delle foglie basali (infiorescenza pauciflora). I peduncoli sono più brevi delle foglie.

### Fiori

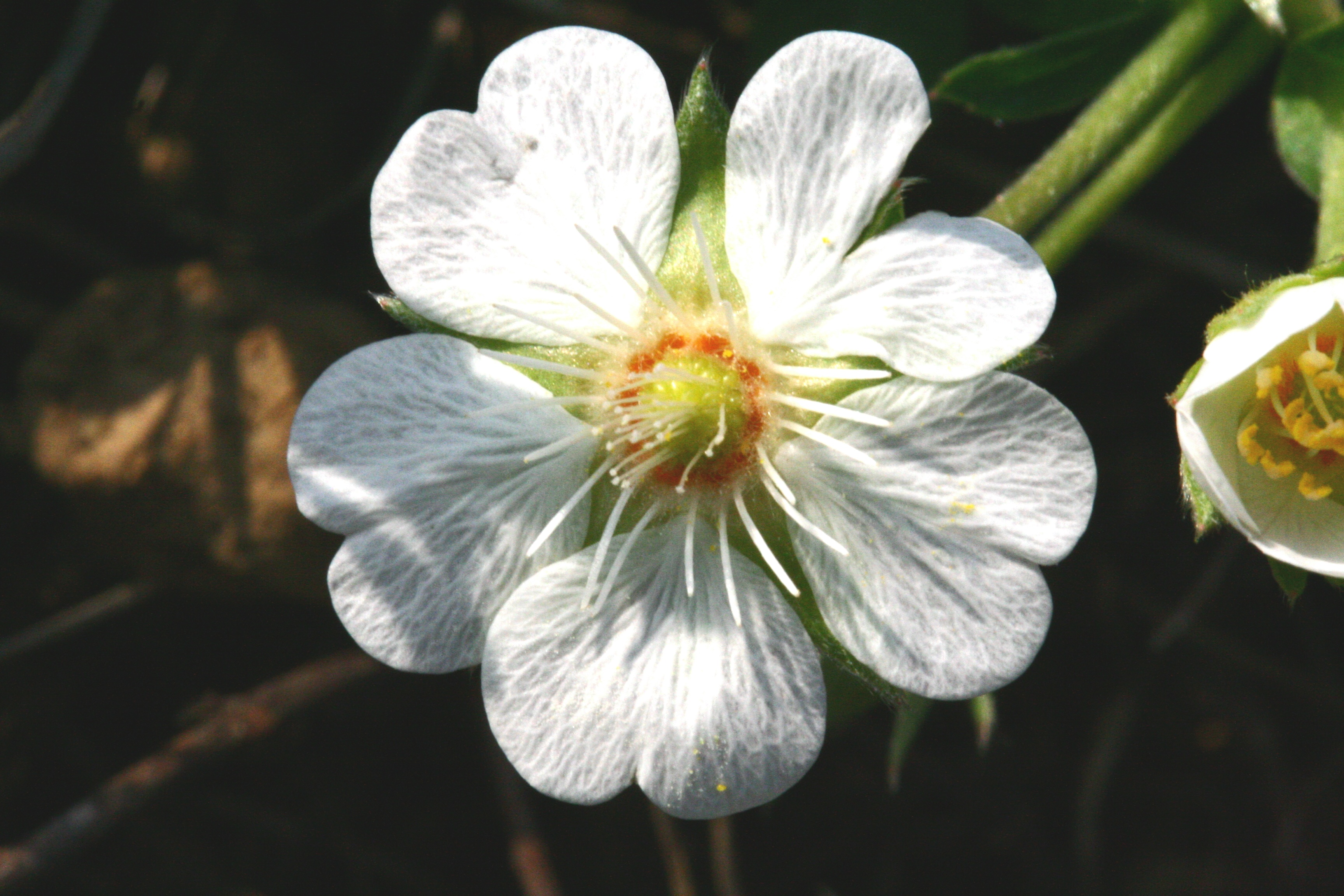
Petali cuorifomi
Località Corlonch, Trichiana (BL), quota 580 m s.l.m. - 5/4/2007

I fiori sono ermafroditi, attinomorfi, pentaciclici (sono presenti i 4 verticilli fondamentali delle Angiosperme: calice – corolla – androceo (con doppio verticillo di stami) – gineceo) e pentameri.  Il ricettacolo è piatto e asciutto nonché fruttifero. Diametro del fiore: 15 – 22 mm.
- Formula fiorale:

* K 5+5, C 5, A molti, G molti (supero)
- Calice: il calice verde, persistente e con tubo corto, è formato da 5 doppi sepali lanceolati (con apice ottuso) e villosi;  quindi è presente un secondo calice  chiamato epicalice (o calicetto). Questo può essere interpretato come un residuo delle stipole di foglie trasformate in sepali. I sepali dell'epicalice sono più lunghi di quelli del calice vero e proprio. Dimensione dei sepali: larghezza 2 mm, lunghezza 6 mm.
- Corolla: i 5 petali sono liberi (corolla dialipetala) e caduchi; il colore è bianco e la forma è obcordata o cuoriforme, retusi all'apice. I petali sono disposti in modo opposto ai sepali del calice vero e proprio e quindi sono sovrapposti ai sepali dell'epicalice e sono più lunghi (sporgono) del calice. Dimensione dei petali: larghezza 5 mm, lunghezza 6 mm.

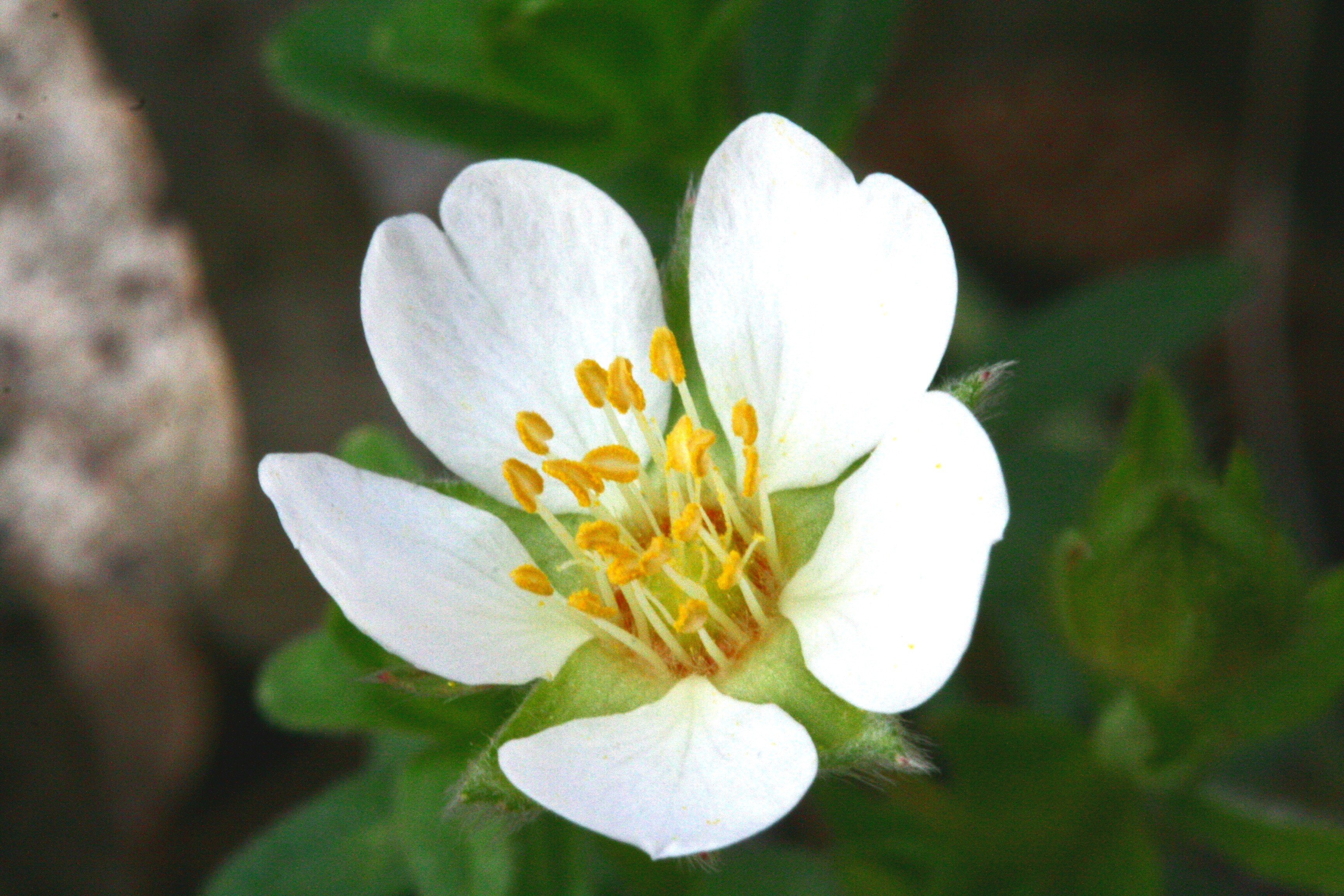
Stami numerosi
Località Corlonch, Trichiana (BL), quota 580 m s.l.m. - 5/4/2007

- Androceo: gli stami, del tipo a filamento,  e sono inseriti direttamente sul calice (androceo perigino); il loro numero supera la ventina (fiore di tipo “diplostemone”[3]) e sono disposti tipicamente in tre serie: 10+5+5; il nettario è disposto ad anello internamente agli stami. Le antere sono ellissoidi e di colore giallastro.
- Gineceo: i carpelli sono numerosi (fino a 20) secchi e liberi ognuno dei quali ha uno stilo e un ovulo (gineceo apocarpico); l'ovario è supero e sincarpico. Gli stili sono caduchi e inoltre sono “elicati”, ossia sono tutti disposti su un asse comune.
- Fioritura: tra aprile e luglio
- Impollinazione: impollinazione tramite api e mosche. È anche una pianta auto-fertile (omogamia) : di notte e in condizioni meteorologiche avverse i fiori si chiudono, in questo modo si attiva la auto-fertilizzazione in quanto le antere entrano in contatto con gli stimmi.

### Frutti

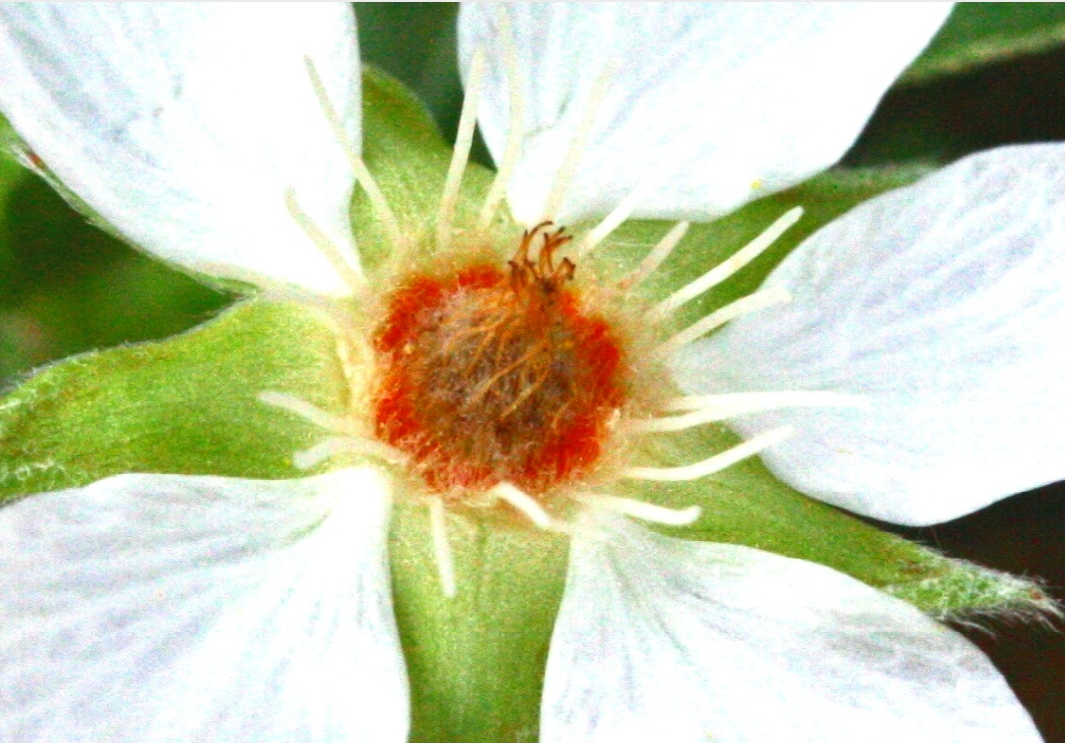
Frutto poliachenio
Località Corlonch, Trichiana (BL), quota 580 m s.l.m. - 5/4/2007

Il frutto ha una struttura multipla composta da diversi piccoli, secchi e pelosi acheni (aggregato di acheni). Il frutto (di colore rossiccio - marrone) si trova inserito nel ricettacolo che è persistente.

## Distribuzione e habitat
- Geoelemento: il tipo corologico (area di origine) è Centroeuropeo ma anche Pontico.
- Diffusione: è una specie presente delle Alpi (più comune nel settore orientale), nel Giura, in Alsazia, nei Balcani, nelle Alpi Dinariche, nei Carpazi e in zone ancora più orientali verso il Mar Nero (quindi Europa centrale e orientale).
- Habitat: luoghi erbosi (prati aridi su suolo pesante subacido ma asciutto) e boschi degradati e loro margini; ma anche nei querceti, carpineti, betuleti e castagneti. Il substrato preferito da questa specie è siliceo (eventualmente calcare-siliceo) con pH del suolo acido e medi livelli nutrizionali in ambiente abbastanza secco.
- Diffusione altitudinale: dal piano fino a 1000 - 1600 m s.l.m.;  quindi frequenta soprattutto il piano collinare (e parzialmente quello montano).

## Fitosociologia
Dal punto di vista fitosociologico la specie di questa scheda  appartiene alla seguente comunità vegetale:
Formazione : comunità forestali
Classe : Quercetea pubescentis
Ordine : Quercetalia pubescenti-sessiflorae
Alleanza : Quercion pubescenti-sessiflorae

## Tassonomia
Il genere di questa pianta (Potentilla) è abbastanza numeroso, oltre 400  specie. La famiglia (Rosaceae) è una delle più importanti sia perché comprende fiori diffusissimi come le rose ma anche per il discreto numero di generi (alcune classificazioni elencano oltre 400 generi per diverse migliaia di specie).
La specie di questa scheda appartiene alla sottofamiglia delle Rosoideae caratterizzata dall'avere l'ovario semi-infero (o supero) con molti carpelli, l'androceo perigino e i frutti di tipo achenio.
All'interno del gener secondo il Fiori (Adriano Fiori, botanico italiano 1865 – 1950) la specie di questa scheda appartiene alla sezione Fragariastrum caratterizzata dall'avere i fiori bianchi (o rosei) e frutti acheni pelosi (raramente glabri). Le altre sezioni sono:  Potentillastrum, Sibbaldia e Comarum.

### Variabilità
“Cinquefoglia bianca” deriva da un genere polimorfo e di difficile classificazione in quanto alcune specie differiscono per caratteristiche minime. Della specie di questa scheda qui è indicata una sua variante che però in altri testi è segnalata come sinonimo di un'altra specie. 
- Potentilla alba L. var. splendens (Ramond ex DC.) Ser. in DC. (1825) (sinonimo = Potentilla montana)

### Ibridi
Nell'elenco che segue sono indicati alcuni ibridi interspecifici:
- Potentilla alba x fragariastrum – Ibrido fra: Potentilla fragariastrum e P. alba
- Potentilla ×hybrida Wallr. (1822) – Ibrido fra: P. alba e Potentila sterilis

### Sinonimi
La specie di questa scheda, in altri testi, può essere chiamata con nomi diversi. L'elenco che segue indica alcuni tra i sinonimi più frequenti:
- Potentilla alba Moench
- Potentilla cordata Schrank (1792)

## Usi

### Farmacia
- Sostanze presenti: soprattutto tannino.
- Proprietà curative: come le altre specie dello stesso genere anche la pianta di questa scheda ha diverse proprietà curative (sempre secondo la medicina popolare), ma in forma minore: astringenti (limita la secrezione dei liquidi), vulnerarie (guarisce le ferite), stomachiche (agevola la funzione digestiva); si pensa inoltre che sia valida contro lo scorbuto.

### Giardinaggio
Queste piante sono adatte ad un giardino di tipo roccioso. Durante l'inverno si “mettono” a riposo vegetativo. Sono inoltre di facile coltura in quanto sono abbastanza rustiche e sopportano temperature anche molto rigide. Hanno comunque bisogno di molte ore di sole.

## Galleria d'immagini

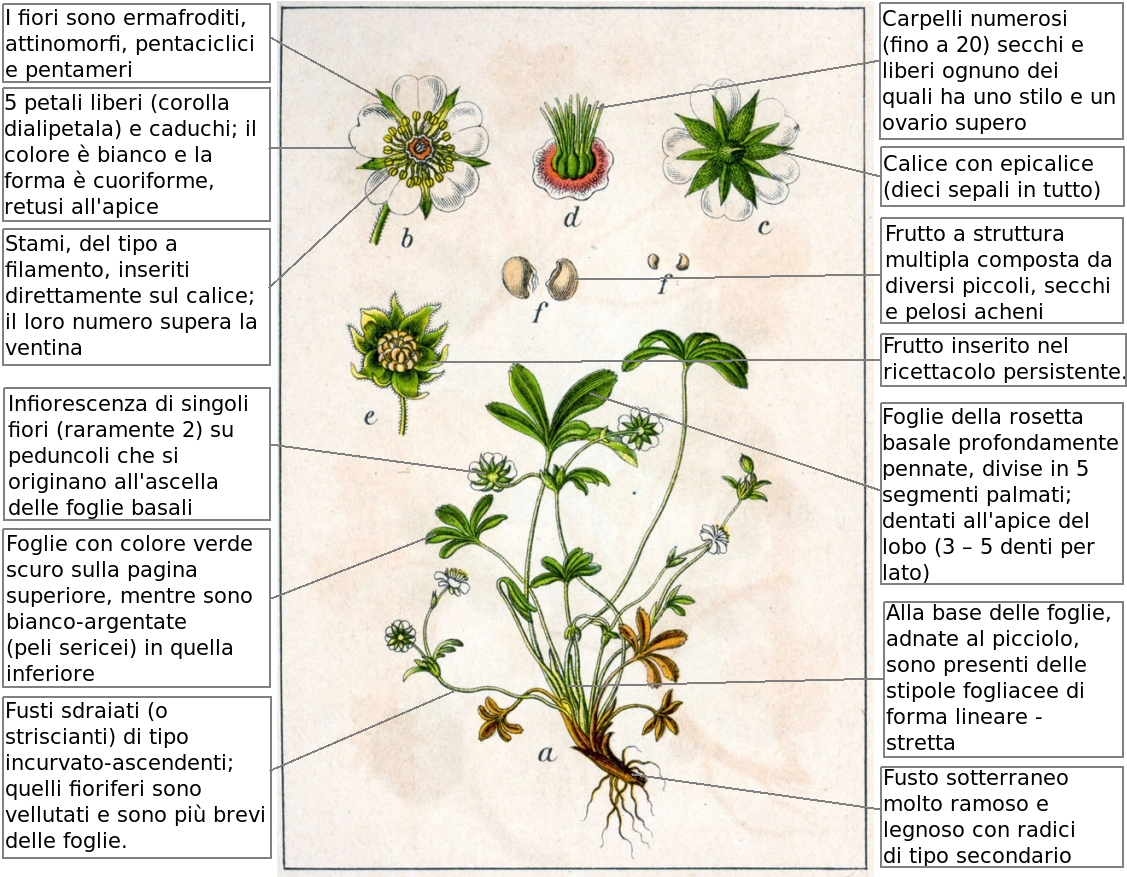
Descrizione delle parti della pianta

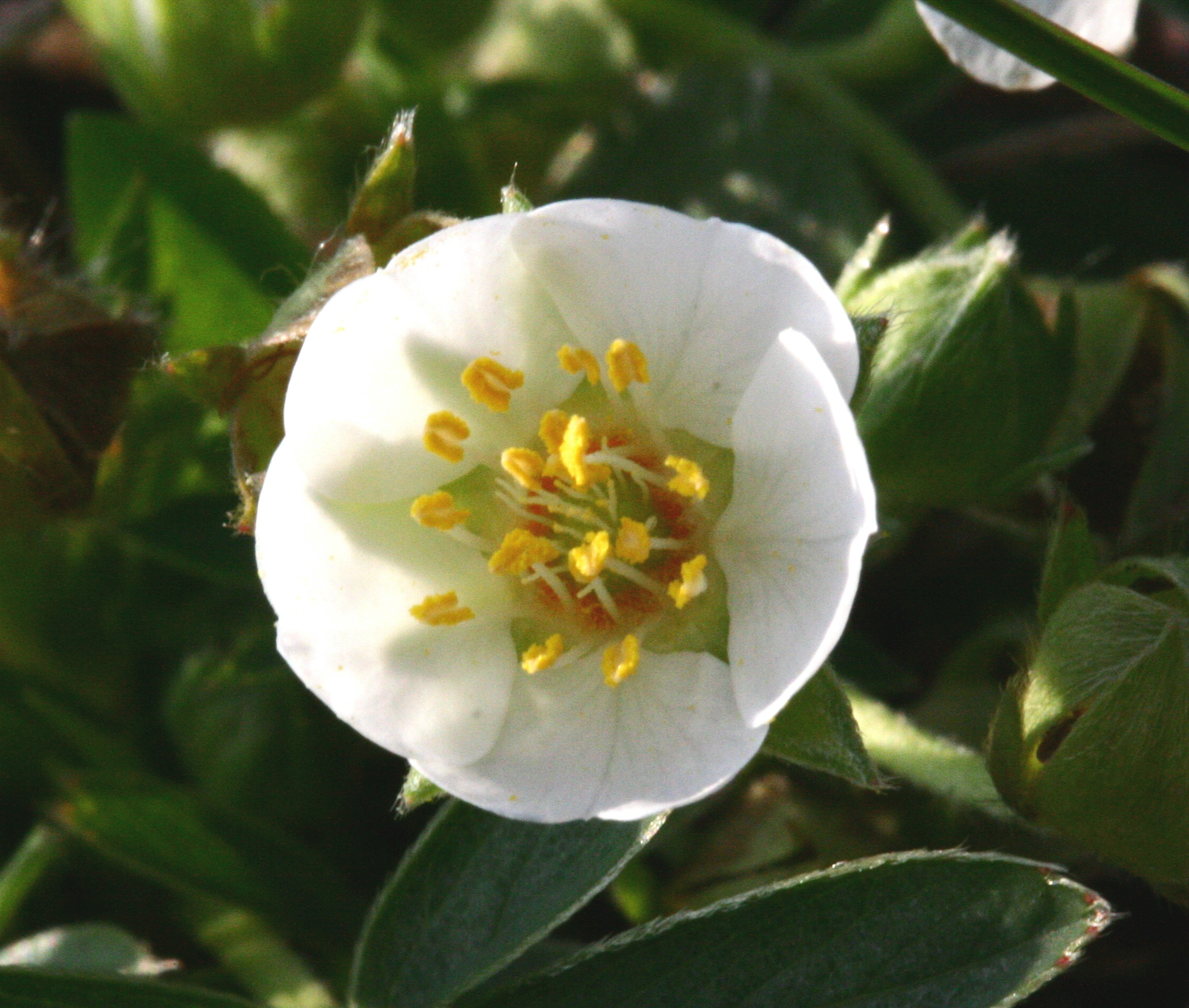
Località Corlonch, Trichiana (BL), quota 580 m s.l.m. - 5/4/2007
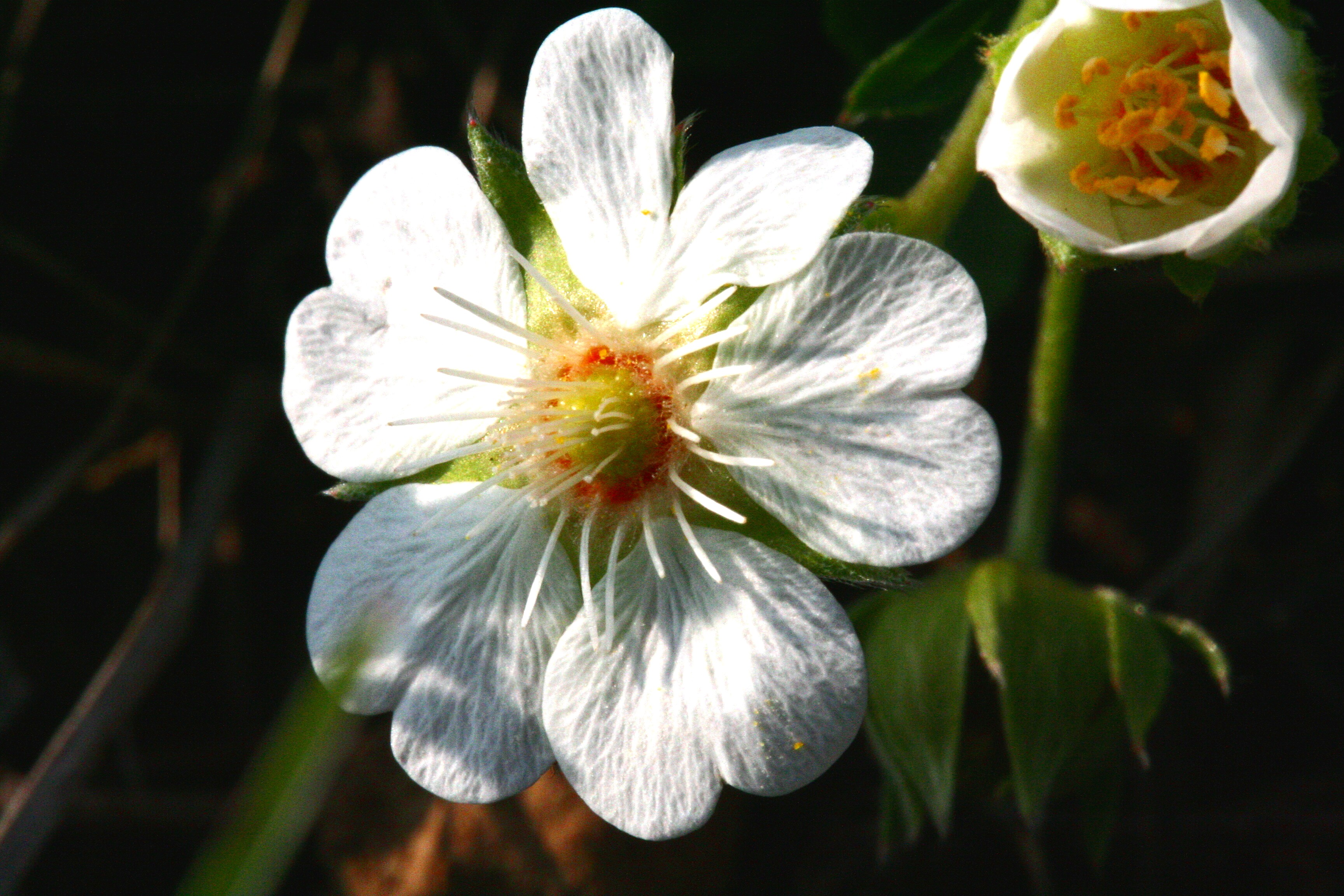
Località Corlonch, Trichiana (BL), quota 580 m s.l.m. - 5/4/2007
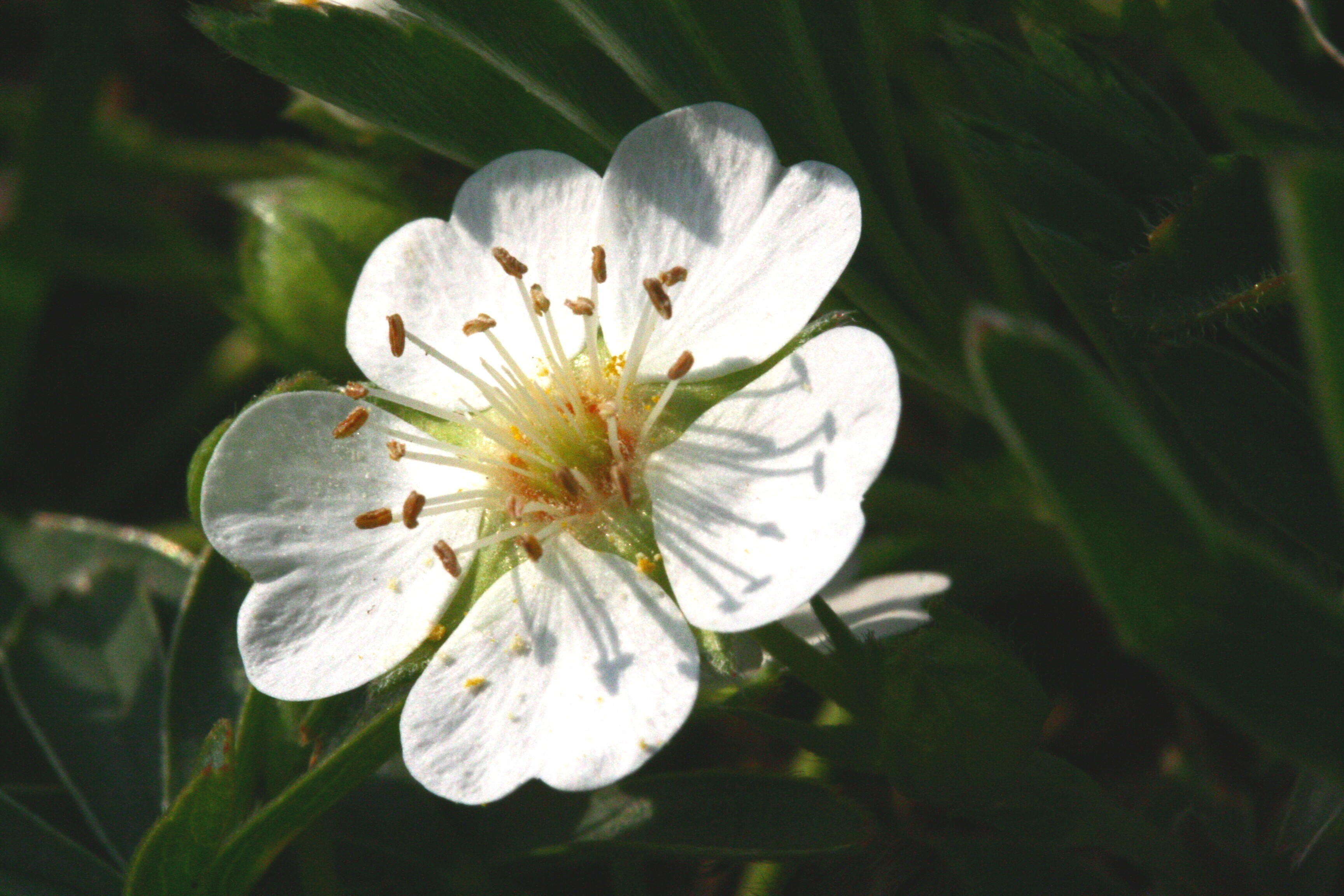
Località Corlonch, Trichiana (BL), quota 580 m s.l.m. - 5/4/2007